# Кипино (Псковская область)
Кипино — деревня в Дедовичском районе Псковской области России. Входит в состав Вязьевской волости.
Расположена на берегу реки Ильзна на юго-востоке района, в 10 км к юго-востоку от районного центра Дедовичи.

## Население
| 2001 | 2002 | 2010 |
| ---- | ---- | ---- |
| 55   | ↗64  | ↘43  |

Численность населения деревни по оценке на начало 2001 года составляла 55 жителей.

## История
До июля 1979 года деревня была центром Кипинского сельсовета, переименованного тогда же в Сосонский сельсовет. С января 1995 до апреля 2015 года деревня  входила в состав ныне упразднённой Сосонской волости.